# Montrécourt
Montrécourt – miejscowość i gmina we Francji, w regionie Hauts-de-France, w departamencie Nord.
Według danych na rok 1990 gminę zamieszkiwały 154 osoby, a gęstość zaludnienia wynosiła 43 osób/km² (wśród 1549 gmin regionu Nord-Pas-de-Calais Montrécourt plasuje się na 1054. miejscu pod względem liczby ludności, natomiast pod względem powierzchni na miejscu 797.).